# Valle del Cedron
La valle del Cedron (anche Chedron o Chidron; in ebraico נחל קדרון‎?, Naḥal Qidron, "valle Oscura"; in arabo وادي النار‎?, Wādī n-Nār, "valle del Fuoco", o وادي قدرون‎, Wādī Qadrūn) è una valle situata tra la Città Vecchia di Gerusalemme e il monte degli Ulivi, che prende il nome dal torrente Cedron. Il significato del nome è dovuto al fatto che originariamente questa valle era più profonda.
Dal IV secolo fu chiamata anche "valle di Giosafat", nome che nella Bibbia ricorre in Gioele 4,2-12 e che designa il luogo del Giudizio Universale. Viene citata anche in Giovanni 18,1.
Nella valle si trovano moltissime tombe e sepolcri antichi, tra i quali le tombe dette "di Assalonne" e "di Zaccaria", ma che in realtà sono tombe delle famiglie aristocratiche dell'epoca ellenistica e romana. La tradizione individua in questa valle il luogo in cui avvenne la lapidazione di santo Stefano.